# Le Val-Saint-Éloi
Le Val-Saint-Éloi är en kommun i departementet Haute-Saône i regionen Bourgogne-Franche-Comté i östra Frankrike. Kommunen ligger i kantonen Port-sur-Saône som tillhör arrondissementet Vesoul. År 2022 hade Le Val-Saint-Éloi 95 invånare.

## Befolkningsutveckling
Antalet invånare i kommunen Le Val-Saint-Éloi
| Referens: INSEE |